# Cystangium oregonense
Cystangium oregonense är en svampart som först beskrevs av Sanford Myron Zeller, och fick sitt nu gällande namn av Trappe, T. Lebel & Castellano 2002. Cystangium oregonense ingår i släktet Cystangium och familjen kremlor och riskor.   Inga underarter finns listade i Catalogue of Life.